# دیتر ولرزهف
دیتر ولرزهف (آلمانی: Dieter Wellershoff؛ زادهٔ ۳ نوامبر ۱۹۲۵ – درگذشتهٔ ۱۵ ژوئن ۲۰۱۸) یکی از مهم‌ترین نمایندگان ادبیات پس از جنگ آلمان بود.

## زندگی
دیتر ولرزهف روز سوم نوامبر، ۱۹۲۵ متولد شد. شهرت این نویسندهٔ مطرح که تا کنون بیش از ۲۰ رمان، مجموعهٔ مقالات و نوشته‌های ادبی پراکنده منتشر کرده‌است، سال‌ها تحت‌الشعاع آوازهٔ نویسندگان هم‌نسل خود، هاینریش بل و گونتر گراس قرار داشت.
دلیل این امر پیش از آن که به شیوهٔ نگارش و دستمایه‌های آثار او مربوط شود، از موضع‌گیری اجتماعی و «جهان‌بینی» ویژهٔ او مایه می‌گیرد. ولرزهف، هرچند چون بُل و گراس از پی‌آمدهای مصیبت‌بار جنگ دوم جهانی متأثر بود، ولی برای پیش‌گیری از وقوع دوبارهٔ فاجعه‌ای از این‌دست، پیوستن به حزبی خاص یا دفاع از اندیشه‌ای ویژه و سازمان‌یافته‌ای را راه‌حل نمی‌داند. او نه به رسالتی مذهبی اعتقاد دارد و نه به جهان‌بینی‌های سیاسی بها می‌دهد. مبارزهٔ تشکیلاتی برای «استقرار ارزش‌های جامعه‌ای مدنی»، آن‌گونه که بُل و گراس باور داشتند، از دید او مردود است. به‌همین دلیل، اغلب قهرمانان کارهای نخست او، از سیاست و پرداختن به فعالیت‌های سیاسی پرهیز می‌کنند و بیشتر به مسائل اجتماعی و شخصی می‌پردازند.
تأکید بر فردیت آفرینندهٔ نویسنده و بها دادن به استقلال رأی و تصمیم انسان (جدا از تعهدات سیاسی و تشکیلاتی)، از شعارهای اصلی زندگی ادبی و اجتماعی دیتر ولرزهف است. او هیچگاه نخواست به عنوان نویسنده، هم‌چون بُل و گراس، نقش «وجدان بیدار جامعهٔ آلمان» را بازی کند. این «درس» را ولرزهف، به ادعای خود، در دوران جنگ جهانی دوم آموخته‌است. او در ۱۷ سالگی، به عنوان فرزند افسر نیروی هوایی آلمان، داوطلبانه به ارتش نازی پیوست، در آن‌جا به جبههٔ شرق فرستاده شد تا «آخرین نبرد» هیتلری را همراه با جوانان دیگر به سامان برساند.
او در مقاله‌ای، دلیل باور راسخ خود به «ارزش‌های آزادی‌خواهانهٔ غیرتشکیلاتی» را دیدن «اجساد تکه‌پاره‌شدهٔ هم‌قطارانی که گاه در فاصلهٔ یک وجبی» او در اثر انفجار نارنجک یا اصابت گلوله کشته شدند، می‌داند. این نویسندهٔ کُلنی، با این که از سال ۱۹۶۰ در جلسات ادبی «گروه ۴۷» شرکت کرد، ولی ۵ سال بعد، خود گروه نامتشکلی را پایه گذاشت که اعضایش با الهام از موازین «واقع‌گرایی نوین» قلم می‌زدند. این جریان ادبی دیرتر در تاریخ ادبیات آلمان، به «مکتب کُلنی» معروف شد. دیتر ولرزهف، به عنوان یکی از مسئولان "انتشارات کیپن‌هویر و ویچ (Kiepenheuer & Witsch)، یکی از معتبرترین بنگاه انتشاراتی شهرُ کلن، آثار نویسندگان پیرو این مکتب را در این بنگاه به چاپ می‌رساند.

## خصوصیات آثار

### پیامدهای ناگوار تصمیمات اشتباه
ولرزهف، در آثار خود اغلب به زندگی طبقهٔ متوسط جامعه‌ی‌آلمان غربی پس از جنگ جهانی دوم می‌پردازد. او در روند داستان، قهرمانان خود را ناگهان با موقعیت‌های دشواری روبرو می‌سازد که برون‌رفت از آن‌ها مستلزم اتخاذ تصمیم‌های تعین‌کننده‌است. این شخصیت‌ها «آزادانه» عمل می‌کنند، ولی ناگزیرند، بار سنگین پیامدهای ناگوار تصمیمات اشتباه یا نامناسب خود را نیز به تنهایی به دوش بکشند؛ پیامدهایی چون ازهم‌پاشیدن زندگی زناشویی یا از دست‌دادن مال و منال و سقوط به ورطهٔ ورشکستگی. گاهی نیز این قهرمانان به جنون مبتلا می‌شوند یا دست به خودکشی می‌زنند. شخصیت‌های رمان‌ها و داستان‌های کوتاه ولرزهف، اغلب بهای گزافی برای گزینش‌های آزادانهٔ خود می‌پردازند.

### موقعیت‌های ازدست‌رفته
ویژگی دیگری که در دو دههٔ اخیر در آثار منتشرشدهٔ ولرزهف بارز شده، نگاهی حسرت‌بار به گذشته‌است: قهرمانان او اغلب از «موقعیت‌های ازدست‌رفته» شکوه می‌کنند؛ فرصت‌هایی که دیگر به‌دست نمی‌آیند، شرایطی که دیگر نمی‌توان آن‌ها را دوباره فراهم آورد.
آنیا، قهرمان مشهورترین رمان ولرزهف، با عنوان «در آرزوی عشق» که در سال ۲۰۰۰ منتشر شد، از جملهٔ این قهرمانان است. او که در رشتهٔ ادبیات تحصیل می‌کند، در پی تصمیمی از سر «عقل» و برای تأمین آینده و موقعیت اجتماعی خود، با قاضی‌ای به نام لئونارد ازدواج کرده‌است و به زندگی‌ای ملال‌آور ادامه می‌دهد. آشنایی با یک جراح موفق به نام پُل که او هم صاحب همسر است، کسالت‌باری زندگی آنیا را در نظر او دوچندان می‌نمایاند. پُل، برخلاف قاضی، مردی ماجراجوست و زندگی‌پر شر و شوری را دنبال می‌کند؛ آنیا در آرزوی تجربهٔ چنین زندگی‌ای است. همین امر سبب می‌شود که با پُل رابطه‌ای عاشقانه برقرار کند و در تصور زندگی مشترک با او، پیمان خود با لئونارد را می‌شکند؛ تصمیمی که پایان خوشی به همراه ندارد. «زندگی مشترک» با پُل در حد رؤیا باقی می‌ماند و آنیا در پایان رمان، بی‌عشق و بی‌پناه، ناگزیر است با احساس تلخ «از دست‌دادن فرصت» کنار بیاید.

### منطق و احساس
این کشمکش همیشگی طبقهٔ متوسط، درگیری بین منطق و احساس، بین آنچه عقل حکم می‌کند و قلب می‌طلبد، بین انتظارات اجتماعی و خواست‌ها و آرزوهای شخصی، تنها در رمان «در آرزوی عشق» نیست که به عنوان موضوعی محوری بازتاب می‌یابد. آنیا هم تنها شخصیتی نیست که در تلاش برای آشتی‌دادن این دو وجه متضاد، به سختی شکست می‌خورد. قهرمان رمان «مرزهای سایه» که در سال ۱۹۶۹ منتشر شد، نیز به سرنوشت مشابهی دچار می‌شود. او که مدیر موفق یک بنگاه فروش خودرو ست، روزی به دام عشقی زودگذر می‌افتد و سرانجام زندگی خانوادگی و اجتماعی‌اش در اثر خیانت به همسر از هم می‌پاشد. در پایان رمان، پناه‌بردن به الکل، تنها راهی است که برای این مدیر سابق باقی می‌ماند.
در رمان «نگاهی به کوهی در دور دست» نیز که در سال ۱۹۹۱ به بازار آمد، با الهام از زندگی غم‌انگیز برادر خود، قهرمان داستانش را رهسپار وادی مرگ می‌کند. در داستان «یک زندگی معمولی»، که در سال ۲۰۰۵ منتشر شد، دیتر ولرزهف، ارزش‌های قراردادی یک خانوادهٔ متوسط را زیر سؤال می‌برد و ساده‌دلی این قشر را برای دستیابی به خوشبختی‌ای ظاهری به نمایش می‌گذارد. شیرازهٔ این خانواده نیز سرانجام از هم می‌پاشد.

### خوشبختی متزلزل
خوشبختی در داستان‌های ولرزهف، امری موقتی و موقعیتی متزلزل است. جهان رمان‌های این نویسنده برای او، «صحنهٔ آزمایشی ادبی» است که بر روی آن می‌تواند دست کم در دنیای خیال، «اشکال گوناگون زندگی‌ای پرخطر» را بیازماید؛ زندگی‌ای که خود او از تجربهٔ آن در عالم واقعیت پرهیز می‌کند. ولرزهف می‌گوید: «شخصیت‌های داستان‌های من، نمونه‌هایی هستند که به دلیل اتخاذ تصمیمات اشتباه، مجازات می‌شوند. در نتیجه من به عنوان خواننده، می‌توانم بدون خطر کردن، بفهمم که اشتباه‌هایم، چه پیامدهایی دارد و چه بهایی باید در زندگی برای آن‌ها بپردازم.»

## آثار
- مرزهای سایه (۱۹۶۹)
- نگاهی به کوهی در دور دست (۱۹۹۱)
- در آرزوی عشق (۲۰۰۰)
- یک زندگی معمولی (۲۰۰۵)